# Siège de Saint-Martin-de-Ré (1627)
Rébellions huguenotes
Batailles
Guerres de Religion en France
Prélude
- Mérindol (1545)
- Amboise (1560)
- Colloque de Poissy (1561)

Première guerre de Religion (1562-1563)
- Édit de Saint-Germain (1562)
- Massacre de Wassy (1562)
- Toulouse (1562)
- Vergt (1562)
- Rouen (1562)
- Dreux (1562)
- Orléans (1563)
- Paix d'Amboise (1563)

Deuxième guerre de Religion (1567-1568)
- Surprise de Meaux (1567)
- Michelade (1567)
- Saint-Denis (1567)
- Chartres (1568)
- Paix de Longjumeau (1568)

Troisième guerre de Religion (1568-1570)
- Jarnac (1569)
- La Roche-l'Abeille (1569)
- Poitiers (1569)
- Orthez (1569)
- Montcontour (1569)
- Saint-Jean-d'Angély (1569)
- Arnay-le-Duc (1570)
- Rabastens (1570)
- Paix de Saint-Germain-en-Laye (1570)

Quatrième guerre de Religion (1572-1573)
- Saint-Barthélemy (1572)
- Sancerre (1572-1573)
- Sommières (1573)
- La Rochelle (1573)

Cinquième guerre de Religion (1574-1576)
- Dormans (1575)
- Édit de Beaulieu (1576)

Sixième guerre de Religion (1577)
- Paix de Bergerac (1577)
- Édit de Poitiers (1577)

Septième guerre de Religion (1579-1580)
- Traité de Nérac (1579)
- Paix du Fleix (1580)

Huitième guerre de Religion (1585-1598) 
Guerre des Trois Henri

- Traité de Joinville (1584)
- Édit de Nemours (1585)
- Jarrie (1587)
- Coutras (1587)
- Vimory (1587)
- Auneau (1587)
- Journée des Barricades (1588)
- Arques (1589)
- Ivry (1590)
- Paris (1590)
- Journée des Farines (1591)
- Chartes (1591)
- Poncharra (1591)
- Châtillon (1591)
- Rouen (1591-1592)
- Craon (1592)
- Port-Ringeard (1593)
- Fort Crozon (1594)
- Fontaine-Française (1595)
- Doullens (1595)
- Amiens (1597)
- Édit de Nantes (1598)

Rébellions huguenotes (1621-1629)
- Saumur (1621)
- Saint-Jean-d'Angély (1621)
- La Rochelle (1621)
- Montauban (1621)
- Riez (1622)
- Royan (1622)
- Sainte-Foy (1622)
- Nègrepelisse (1622)
- Saint-Antonin (1622)
- Montpellier (1622)
- Saint-Martin-de-Ré (1622)
- Traité de Montpellier (1622)
- Blavet (1625)
- Île de Ré (1625)
- Traité de Paris (1626)
- Saint-Martin-de-Ré (1627)
- La Rochelle (1627-1628)
- Privas (1629)
- Alès (1629)
- Montauban (1629)
- Paix d'Alès (1629)

Révocation de l'édit de Nantes (1685)
Le siège de Saint-Martin-de-Ré est une tentative manquée de prendre l'île de Ré par les forces britanniques venues apporter leur aide à la rébellion huguenote de La Rochelle. Cet échec marque le début du siège de La Rochelle par les forces royales et catholiques de Louis XIII, sous le commandement du cardinal de Richelieu. Ce siège est un épisode historique de la guerre de Trente Ans.

## Contexte
La mésentente entre la catholique Henriette-Marie de France, sœur de Louis XIII, et l'anglican Charles Ier d'Angleterre, depuis leur mariage (11 mai 1625) et le couronnement de ce dernier peu après, devient très conflictuelle, et Louis XIII prend fait et cause pour sa sœur. En 1626, ce conflit tourne en agression du fait de George Villiers, 1er duc de Buckingham, favori de Charles Ier. Après s'être emparé de vaisseaux français sur les côtes de la Manche, il fait route vers La Rochelle avec quatre-vingt-dix vaisseaux et environ six mille hommes. La ville est, à cette époque, un foyer de résistance huguenote au roi et se trouve plus ou moins menacée par les troupes royales.

## Le débarquement
Le 12 juillet 1627, une flotte anglaise forte d'une centaine de navires et de 6 000 soldats, sous le commandement du duc de Buckingham, arrive face à l'île de Ré. Les troupes anglaises débarquent sur la plage de la pointe de Sablanceaux, avec pour objectif de contrôler les approches à La Rochelle, et d'encourager la rébellion protestante dans la ville. Le duc de Buckingham tente de saisir le Fort La Prée et la ville fortifiée de Saint-Martin-de-Ré. Le mestre-de-camp du régiment de Champagne, Jean de Toiras commande la défense de l'île de Ré, à la tête de 1 200 fantassins et 200 cavaliers. Ils arrêtent, depuis l'arrière des dunes, les forces anglaises. Malgré la perte de douze officiers et de cent hommes, la tête de pont anglaise résiste.
Durant les jours suivants, le duc de Buckingham consolide sa tête de pont, et Toiras prend toutes les dispositions disponibles sur l'île et renforce les défenses de la citadelle de Saint-Martin-de-Ré avec un millier d'hommes. Le duc de Buckingham s'efforce d'établir un siège autour de la citadelle, mais la situation s'avère difficile, car l'ingénieur anglais s'est noyé lors du débarquement, de plus les canons sont trop peu nombreux et trop petits, enfin par la suite, la maladie se répand parmi les troupes anglaises, qui perdent 45 à 50 hommes par semaine. Le siège de la citadelle de Saint-Martin-de-Ré se poursuit jusqu'en octobre 1627.

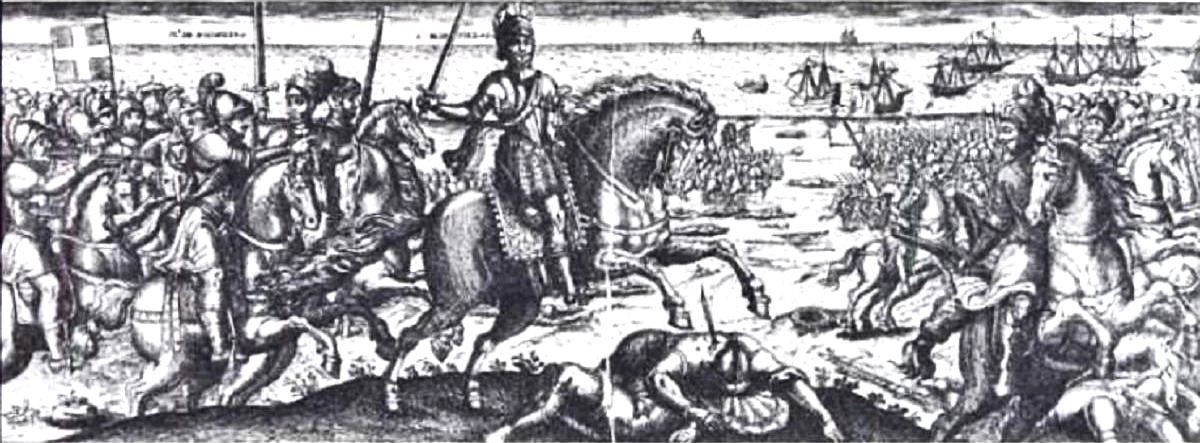
Victoire française sur les troupes anglaises sur l'île de Ré en 1627.

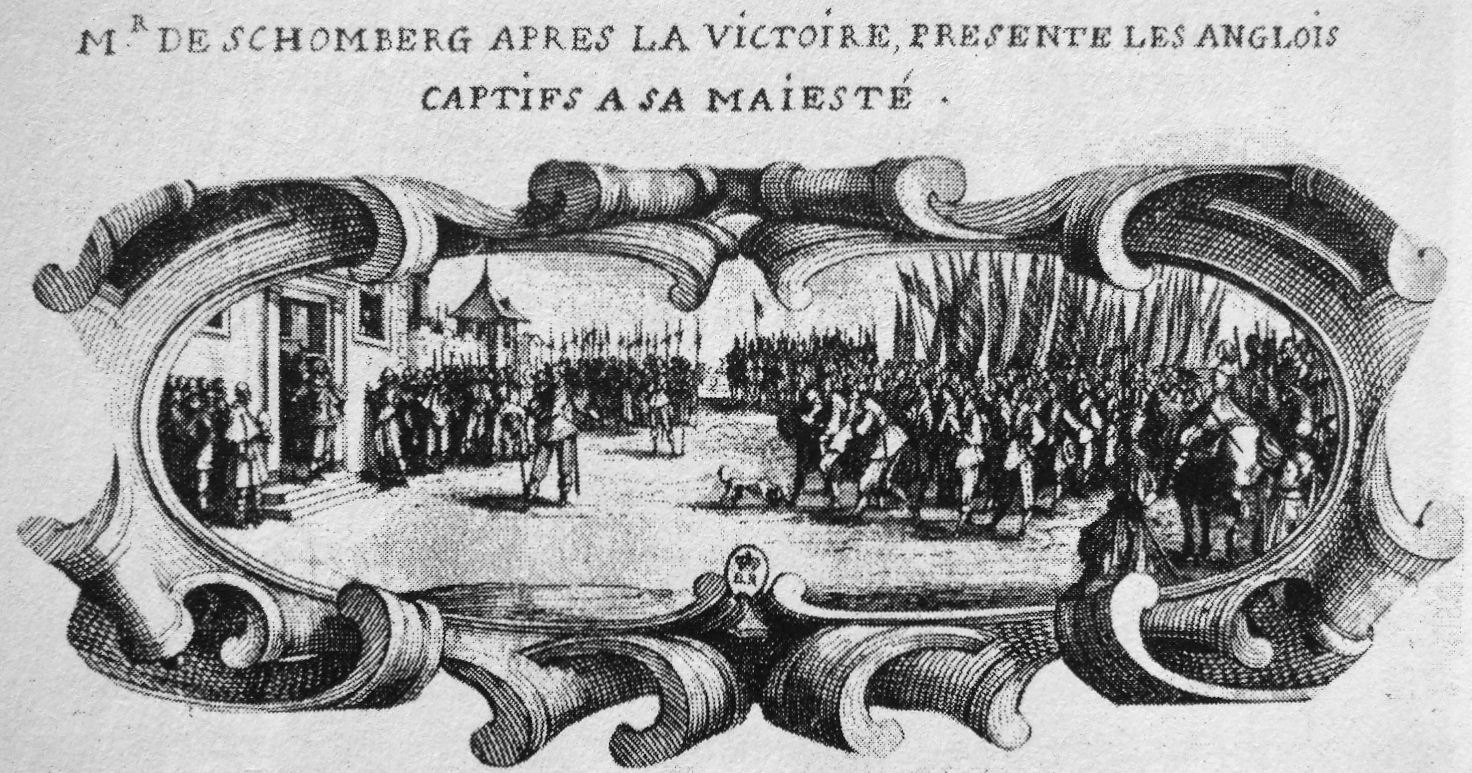
Le comte Henri de Schomberg présentant des prisonniers anglais au roi de France.

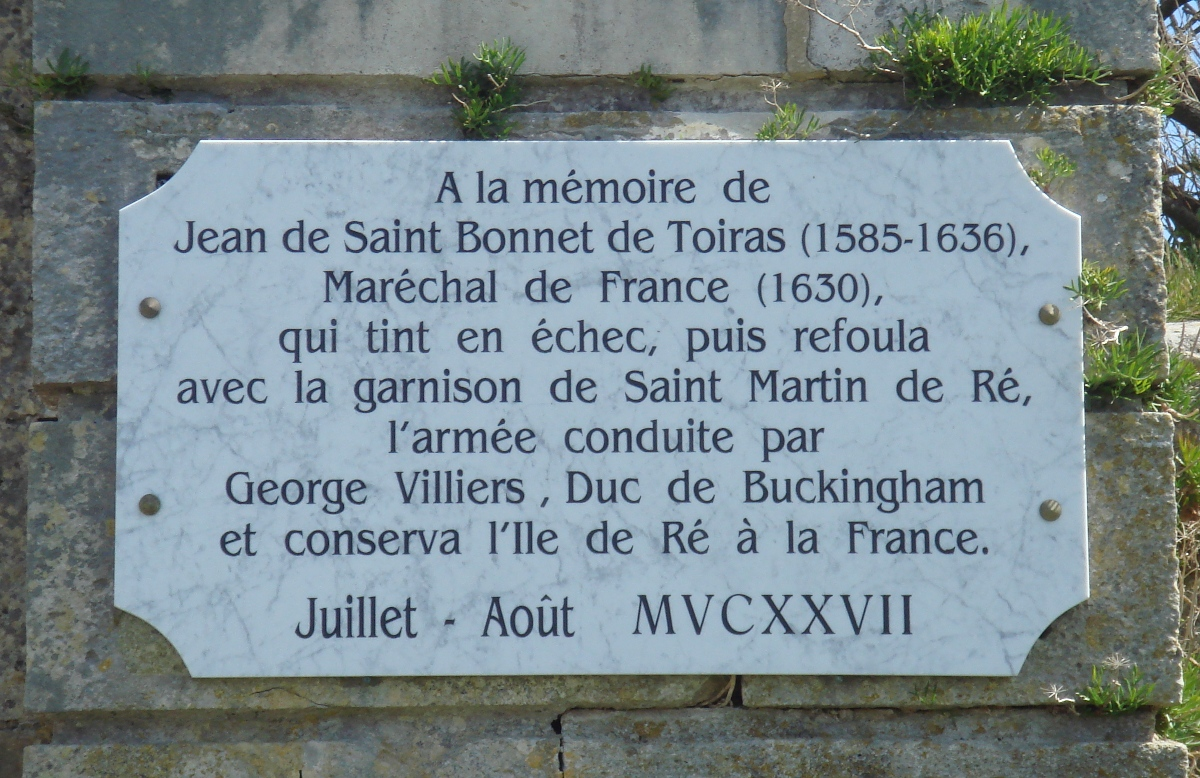
Plaque commémorative en l'honneur du Maréchal de France, Toiras.

## Les renforts

### Côté britannique
Le duc de Buckingham attendait l'arrivée éminente de plusieurs renforts. Ces derniers s'avérèrent insuffisants.
Des troupes irlandaises fortes de 2 000 fantassins débarquèrent sous le commandement de Sir Ralph Bingley, le 3 septembre 1627. Une autre flotte, plus petite, sous le commandement de Sir William Beecher, arriva avec seulement 400 soldats.
Une flotte écossaise composée de 30 navires, avec à son bord 5 000 hommes, était en route en octobre 1627, mais a été interrompue par une tempête au large de la côte de Norfolk.
Enfin une flotte de secours hollandaise, partie le 6 novembre 1627, arriva trop tard.

### Côté français
Malgré le blocus de l'île de Ré par la flotte britannique, les Français conduits par l'amiral  Claude de Razilly réussirent durant la nuit du 7 au 8 octobre 1627, à faire passer 29 navires de ravitaillement sur un total de 35 bateaux. Le 20 octobre suivant, des renforts français, au nombre de 4 000 hommes, débarquent sur l'île, sous les ordres du comte Henri de Schomberg, qui rejoint le commandant Louis de Marillac à La Prée.

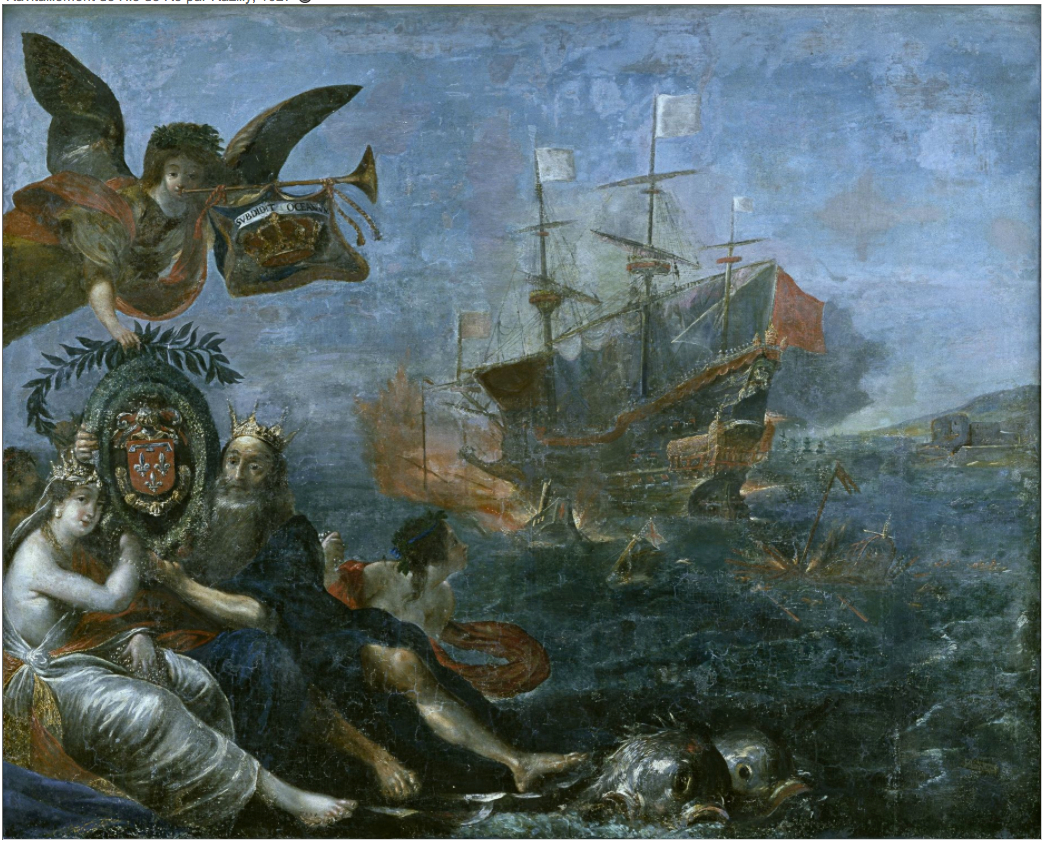
Le 9 octobre 1627, Claude de Razilly ravitaille l'île de Ré prête à se rendre, en soutenant seul le feu de toute l'escadre anglaise. En souvenir de ce fait d'armes, Louis XIII lui fit don de ce tableau dans lequel Neptune et Amphitrite sont représentés sous ses traits et ceux de sa femme Perrine Gaultier.

## Dénouement
Le 18 septembre 1627, le duc de Buckingham se présente à nouveau devant Saint-Martin-de-Ré, mais il est mitraillé et canonné et ne tente pas le débarquement.
Le 27 octobre 1627, le duc de Buckingham tenta une dernière attaque désespérée sur Saint-Martin-de-Ré, mais se heurta à un nouvel échec. La forteresse de Saint-Martin-de-Ré s'avéra imprenable, et les échelles anglaises étaient trop courtes pour escalader les murailles des fortifications. Le duc de Buckingham, finalement, replia ses troupes vers la partie nord de l'île, avec l'objectif de se lancer à l'assaut du village de Loix. S'ensuivit la bataille du pont du Feneau, défaite décisive pour les Britanniques. Au total, les troupes du duc de Buckingham perdirent plus de 4 000 hommes sur 7 000 dans cette campagne militaire.

## Conséquences
Après cette défaite, les Rochelais se soulevèrent ouvertement contre le pouvoir royal. Le roi de France, Louis XIII, ordonna alors de commencer le siège de La Rochelle sous le commandement du cardinal de Richelieu.
En Angleterre, la défaite accentue le rejet de Buckingham par l'opinion publique, au point que son assassinat l'année suivante est célébré.